# Johan Santana
Artikeln följer den spanska namnseden; faderns efternamn är Santana och moderns efternamn Araque.
Johan Alexander Santana Araque, född den 13 mars 1979 i Tovar i delstaten Mérida, är en venezuelansk före detta professionell basebollspelare som spelade tolv säsonger i Major League Baseball (MLB) 2000–2010 och 2012. Santana var vänsterhänt pitcher.
Santana vann två Cy Young Awards som bästa pitcher i American League och togs ut till fyra all star-matcher. Han räknades som en av de bästa spelarna i MLB under 2000-talet. Under de sju säsongerna 2004–2010 startade han varje år minst 25 matcher och hade en earned run average (ERA) på 3,33 eller lägre varje år. Detta inkluderade fem säsonger där han startade minst 29 matcher och hade en ERA under 3,00. Under de sju säsongerna var han bäst i hela MLB i de viktiga statistikkategorierna ERA (2,87) och strikeouts (1 479), delat näst bäst i vinster (110) och fjärde bäst i innings pitched (1 512,1). Under de senare åren av hans karriär var Santana dock mycket skadedrabbad.

## Karriär

### Major League Baseball

#### Houston Astros
Santana kontrakterades 1995 av Houston Astros och började 1997 spela i Astros farmarklubbssystem.

#### Minnesota Twins

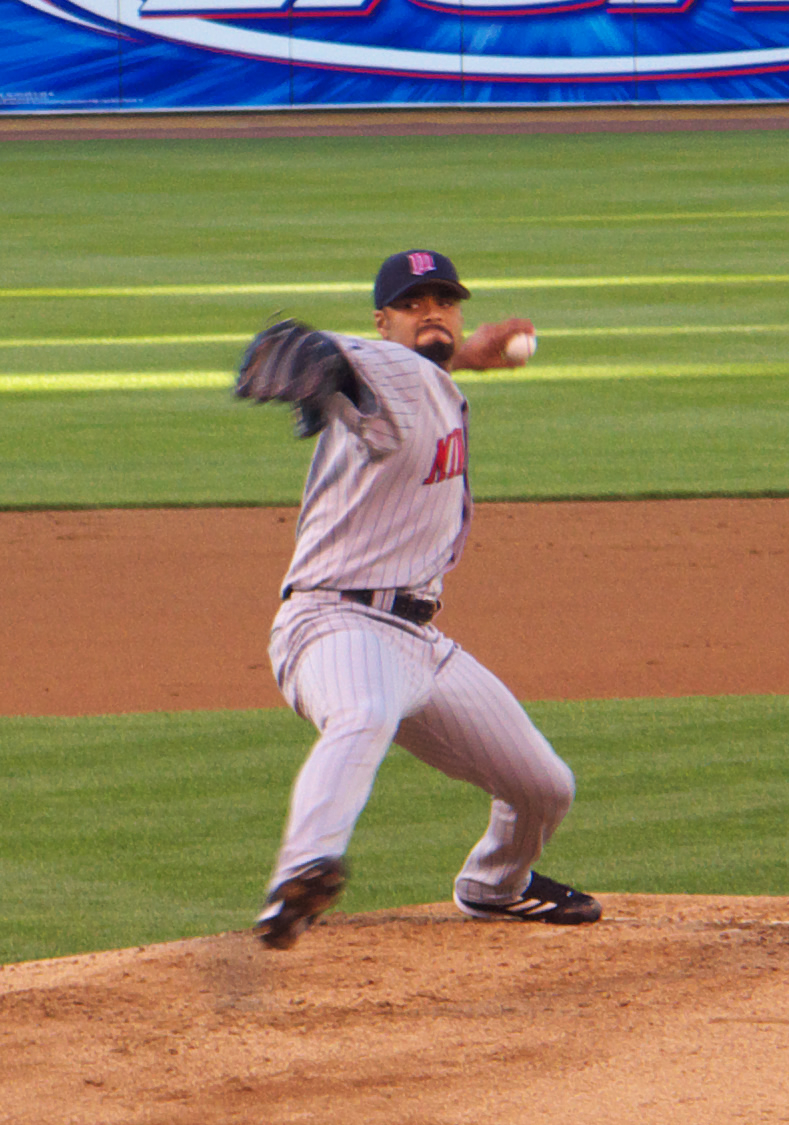
Santana i Minnesota Twins dräkt 2006.

Efter 1999 års säsong draftades Santana av Florida Marlins i MLB:s så kallade Rule 5 draft, men han byttes samma dag bort till Minnesota Twins.
Santana gjorde sin debut i MLB för Twins den 3 april 2000. Under de kommande säsongerna var han ibland startande pitcher (starter) och ibland avbytare (reliever) och tillbringade en del av 2002 med Twins högsta farmarklubb i Edmonton. 2004 fick han sitt stora genombrott då han var 20-6 (20 vinster och sex förluster) och avslutade säsongen med 13 raka vinster. Han ansågs ha en av ligans bästa changeups i kombination med en snabb fastball som sällan missade sitt mål. Han hade ligans lägsta ERA och var bäst i flera andra statistiska kategorier. Han vann samma år sin första Cy Young Award.
Santana var även de efterföljande säsongerna en av ligans bästa pitchers och vann en ny Cy Young Award 2006. 2007 blev ett något svagare år då han inte var lika överlägsen som tidigare mot slutet av säsongen och slutade säsongen 15-13.
Twins kontrakt med Santana skulle gå in på sista året 2008. Twins hade ett relativt billigt kontrakt med Santana sett till hans kvaliteter och det stod ganska klart att klubben inte skulle kunna vara med i budgivningen jämfört med mer finansiellt starka klubbar när kontraktet gick ut efter 2008 års säsong. Twins föredrog att byta bort Santana mot yngre talanger med billiga kontrakt och därmed släppa honom ett år tidigare men i stället få intressanta spelare för framtiden.

#### New York Mets
Spekulationerna om vilken klubb som skulle lyckas förhandla till sig rättigheterna till Santana var en av de stora följetongerna på amerikanska sportsidor under vintern 2007/08. Till slut kom Twins överens med New York Mets som bytte till sig Santana i utbyte mot fyra yngre spelare i februari 2008. I samband med bytet skrev Santana ett förlängt kontrakt med Mets fram till och med 2013 som totalt garanterade honom minst 137,5 miljoner dollar. Därmed blev Santana tidernas då bäst betalda pitcher, ett rekord som övertogs av CC Sabathia säsongen efter när denne skrev ett kontrakt med New York Yankees värt 161 miljoner dollar.
Under sin första säsong med Mets svarade Santana i stort upp mot förväntningarna på honom. Han var 16-7 på 34 starter och satte personligt rekord i ERA med 2,53 och antal innings pitched, 234. Laget räckte dock inte hela vägen och slutade på andra plats i National League East Division, tre segrar efter blivande vinnarna av World Series, Philadelphia Phillies. De följande två säsongerna var han inte lika dominerande och hade också en del skadeproblem, vilket ledde till att han inte spelade alls i MLB under 2011.
Santana gjorde en lyckad comeback i april 2012 under Mets första match för året. Den 1 juni samma år pitchade han den första no-hittern i Mets då drygt 50-åriga historia. Det var även Santanas första no-hitter. I matchen kastade han dock hela 134 kast och resten av säsongen hade han rygg-, vrist- och axelproblem.
Under vintern 2012/13 försökte Santana vila så mycket som möjligt, men under försäsongsträningen 2013 visade det sig att han saknade tillräcklig styrka i axeln och kunde inte vara med när grundserien inleddes. I samband med säsongsstarten stod det i stället klart att han återigen skulle behöva genomgå en operation i vänster axel och därmed missa hela säsongen 2013. Efter säsongen bestämde sig Mets för att inte utnyttja sin möjlighet att förlänga kontraktet med ett år för 25 miljoner dollar och Santana blev därmed free agent för första gången.

#### Baltimore Orioles
Inför 2014 års säsong genomförde Santana en provspelning i Florida för sju MLB-klubbar. Det rapporterades att han bara nådde 81 mph (130 km/h) med sin fastball. Baltimore Orioles ansåg ändå att det var värt att ta risken och skrev i mars 2014 på ett minor league-kontrakt med Santana värt tre miljoner dollar. Klubben hoppades att han skulle kunna vara spelklar i början av juni. Santana själv var fast besluten att göra allt i sin makt för att komma tillbaka som en framgångsrik pitcher i MLB. I början av juni drabbades han dock av ytterligare en allvarlig skada när han slet av hälsenan under en träningsmatch, och därmed var säsongen 2014 över för hans del. Efter säsongen blev han free agent.
I januari 2015 spelade Santana i den venezuelanska ligan i ett försök att få kontrakt med någon MLB-klubb. Även detta comebackförsök fick dock avbrytas på grund av skadeproblem.

#### Toronto Blue Jays
I slutet av februari 2015 skrev Santana på ett minor league-kontrakt med Toronto Blue Jays. I slutet av juni rapporterades det dock att han återigen tvingats avbryta sitt comebackförsök, denna gång på grund av en infektion i en tå.

### Internationellt
Santana representerade Venezuela vid World Baseball Classic 2006. Han startade två matcher men förlorade båda trots en ERA på 2,16.